# 夏来健次
夏来 健次（なつき けんじ、1954年 - ）は日本の翻訳者。別名義佐藤龍雄。新潟県出身。
1978年「屍語の芳香」（佐藤貞雄名義）で幻影城新人賞評論部門佳作。

## 共著
- 『本格ミステリの現在』（笠井潔編、共著、国書刊行会） 1997、のちに双葉文庫 2014「我孫子武丸論 メタ・ヒューマニズム序説」収録。第51回日本推理作家協会賞評論その他の部門受賞(受賞者は編者)。

## 訳書（夏来名義のみ）
- 『原潜レッド・ドラゴン出撃す : 第三次世界大戦シリーズ』（リチャード・ヘンリック、二見文庫、ザ・ミステリ・コレクション) 1990
- 『ネコ好きに捧げるミステリー : ベストセレクト12編』（ドロシー・L・セイヤーズ他、共訳、光文社文庫）1990
- 『黒の碑 : クトゥルー神話譚』（ロバート・E・ハワード、創元推理文庫) 1991
- 『ホットサマー・コールドマーダー : 私立探偵ミッチ・ロバーツ』（ゲイロード・ドルド、講談社文庫）1996
- 『赤い右手』（ジョエル・タウンズリー・ロジャーズ、国書刊行会、世界探偵小説全集24）1997、のちに創元推理文庫 2014
- 『死霊たちの宴』上・下（スティーヴン・キング他著、スキップ＆スペクター編、創元推理文庫） 1998
- 『報復者』（ダニー・マーティン、講談社文庫）1999
- 『サイコ』（ロバート・ブロック、創元推理文庫）1999
- 『999 (ナインナインナイン) : 狂犬の夏』（ジョー・R・ランズデール他、アル・サラントニオ編、田中一江他共訳、創元推理文庫）1999
- 『999 : 聖金曜日』（F・ポール・ウィルスン他、アル・サラントニオ編、金子浩他共訳、創元推理文庫）1999
- 『999 : 妖女たち』（スティーヴン・キング他、アル・サラントニオ編、白石朗他共訳、創元推理文庫）1999
- 『震える血』（リチャード・マシスン他、ジェフ・ゲルブ他編、尾之上浩司他共訳、祥伝社文庫）2000
- 『囁く血』（グレアム・マスタートン他、ジェフ・ケルブ他編、加藤洋子他共訳、祥伝社文庫)  2000
- 『喘ぐ血』（リチャード・レイモン他、ジェフ・ゲルブ他編、大森望他共訳、祥伝社文庫）2000
- 『ラヴクラフトの遺産』（F・ポール・ウィルスン他、ワインバーグ＆グリーンバーグ編、尾之上浩司共訳、創元推理文庫）2000
- 『密室殺人コレクション』（二階堂黎人・森英俊共編、共訳、原書房）2001
- 『ジキル博士とハイド氏』（ロバート・ルイス・スティーヴンスン、創元推理文庫）2001
- 『殺人者の日記』（トム・ラシーナ、扶桑社ミステリー）2002
- 『アメリカミステリ傑作選2002 : アメリカ文芸 [年間] 傑作選』（ドナルド・E・ウェストレイク編、工藤道子他共訳、DHC）2002
- 『逃走航路』（ジョン・リード、二見文庫、ザ・ミステリ・コレクション）2004
- 『地獄の世紀』上・下（サイモン・クラーク、扶桑社ミステリー）2004
- 『狂嵐の銃弾』（デイヴィッド・J・スカウ、扶桑社ミステリー）2006  mixi2006年度私が選ぶバカミスベスト＝第3回バカミス大賞受賞
- 『幽霊狩人カーナッキの事件簿』（ウィリアム・H・ホジスン、創元推理文庫）2008
- 『殺人感染』上・下（スコット・シグラー、扶桑社ミステリー）2011
- 『米本土占領さる！』（ジョン・ミリアス＆レイモンド・ベンソン、二見文庫、ザ・ミステリ・コレクション）2011
- 『ライヘンバッハの奇跡 : シャーロック・ホームズの沈黙』（ジョン・R・キング、創元推理文庫）2011
- 『シルヴァー・スクリーム』上・下（ロバート・R・マキャモン他、デイヴィッド・J・スカウ編、田中一江・尾之上浩司共訳、創元推理文庫）2013
- 『厭な物語』（アガサ・クリスティー他、中村妙子他共訳、文春文庫）2013
- 『怪奇文学大山脈 : 西洋近代名作選 1 (19世紀再興篇)』（エドワード・ブルワー＝リットン他、荒俣宏編、南條竹則他共訳、東京創元社）2014
- 『怪奇文学大山脈 : 西洋近代名作選 2 (20世紀革新篇)』（ヒュー・ウォルポール他、荒俣宏編、西崎憲他共訳、東京創元社）2014
- 『怪奇文学大山脈 : 西洋近代名作選 3 (諸雑誌氾濫篇)』（グスタフ・マイリンク他、荒俣宏編、垂野創一郎他共訳、東京創元社）2014
- 『幽霊海賊』（ウィリアム・Ｈ・ホジスン、書苑新社/アトリエサード、ナイトランド叢書）2015
- 『ウェンディゴ』（アルジャーノン・ブラックウッド、書苑新社/アトリエサード、ナイトランド叢書）2016
- 『いにしえの魔術』（アルジャーノン・ブラックウッド、書苑新社/アトリエサード、ナイトランド叢書） 2018
- 『ネクロスコープ：死霊見師ハリー・キーオウ』上・下 （ブライアン・ラムレイ、創元推理文庫）2019
- 『血まみれ鉄拳ハイスクール』（ライアン・ギャティス、文藝春秋）2020
- 『誤配書簡』（ウォルター・S・マスターマン、扶桑社）2021
- 『人狼ヴァグナー』（ジョージ・Ｗ・Ｍ・レノルズ、国書刊行会）2021
- 『吸血鬼ラスヴァン：英米古典吸血鬼小説傑作集』（G・G・バイロン、J・W・ポリドリ他、平戸懐古共編訳、東京創元社）2022
- 『英国クリスマス幽霊譚傑作集』（チャールズ・ディケンズ他、平戸懐古共訳、創元推理文庫）2022
- 『恐ろしく奇妙な夜』（ジョエル・タウンズリー・ロジャーズ、国書刊行会、奇想天外の本棚・第1期5、山口雅也製作総指揮）2023

### レズニック警部シリーズ
- 『ロンリー・ハート』（ジョン・ハーヴェイ、現代教養文庫）1992
- 『ラフ・トリートメント』（ジョン・ハーヴェイ、現代教養文庫）1992
- 『カッティング・エッジ』（ジョン・ハーヴェイ、現代教養文庫）1993
- 『オフ・マイナー』（ジョン・ハーヴェイ、現代教養文庫）1994

### タイタス・クロウ・サーガ
- 『タイタス・クロウの事件簿』（ブライアン・ラムレイ、創元推理文庫）2001
- 『地を穿つ魔』（ブライアン・ラムレイ、創元推理文庫）2006
- 『タイタス・クロウの帰還』（ブライアン・ラムレイ、創元推理文庫）2008
- 『幻夢の時計』（ブライアン・ラムレイ、創元推理文庫）2011
- 『風神の邪教』（ブライアン・ラムレイ、創元推理文庫）2014
- 『ボレアの妖月』（ブライアン・ラムレイ、創元推理文庫）2016
- 『旧神郷エリシア : 邪神王クトゥルー煌臨！』（ブライアン・ラムレイ、創元推理文庫）2017

### スペシャルＸ(カナダ騎馬警察)シリーズ
- 『髑髏島の惨劇』（マイケル・スレイド、文春文庫）2002
- 『暗黒大陸の悪霊』（マイケル・スレイド、文春文庫）2003
- 『斬首人の復讐』（マイケル・スレイド、文春文庫）2005
- 『メフィストの牢獄』（マイケル・スレイド、文春文庫）2007

### 新編 怪奇幻想の文学
『1 怪物』H・P・ラヴクラフト「壁の中の鼠」収録（牧原勝志編、紀田順一郎・荒俣宏監修、野村芳夫他共訳、新紀元社）2022
『2 吸血鬼』ブラム・ストーカー「ドラキュラの客」収録（牧原勝志編、紀田順一郎・荒俣宏監修、若島正他共訳、新紀元社）2022
『3 恐怖』C・ホール・トンプスン「クロード・アーシュアの思念」収録（牧原勝志編、紀田順一郎・荒俣宏監修、紀田順一郎他共訳、新紀元社）2023